# جوردن سييرا
جوردن سييرا (23 أبريل 1997 في الإكوادور - ) هو لاعب كرة قدم إكوادوري في مركز الدفاع. لعب مع نادي ديلفين.

## مسيرته الكروية
لعب جوردن سييرا خلال مسيرته الاحترافية مع 5 أندية في تسعة مواسم وسجل خلالها 11 هدفًا ضمن 151 مباراة. ولم يفز بأي موسم بالكأس أو بالدوري.
خاض جوردن سييرا مسيرته مع نادي مانتا لكرة القدم ما بين عامي 2014 و2015 لمدة موسم واحد، مشاركًا في مباراتين ولم يسجل أي هدف. ثم انتقل إلى نادي ديلفين في موسم 2015 واستمر معه طيلة ثلاثة مواسم، حيث شارك في 92 مباراة سجل خلالها 8 أهداف. لينتقل بعدها إلى لوبوس لجامعة بينيمريتا ‏ في موسم 2017–18 ولمدة موسمين، مشاركًا في 25 مباراة ولم يسجل أي هدف. ثم انتقل إلى نادي كيريتارو في موسم 2018–19 ولمدة موسمين، مشاركًا في 26 مباراة سجل خلالها 3 أهداف. هذا وانتقل لاحقًا إلى نادي تايجرز أونال في موسم 2019–20 لمدة موسم واحد، مشاركًا في 6 مباريات ولم يسجل أي هدف.

## وصلات خارجية
- جوردن سييرا على موقع قاعدة بيانات كرة القدم.إي يو (الإنجليزية)
- جوردن سييرا على موقع ناشيونال فوتبول تيمز (الإنجليزية)
- جوردن سييرا على موقع Soccerway.com (الإنجليزية)